# Митрисоим
Митрисоим (устар. Митри-Соим) — река в России, протекает по территории Ханты-Мансийского района Ханты-Мансийского автономного округа. Длина реки — 11 км.
Вытекает из озера Митрисоимлор, лежащего на высоте 101,2 метра над уровнем моря. Течёт сначала в северном направлении по заболоченному лесу, затем поворачивает на запад. Устье реки находится в 82 км по левому берегу реки Ненсъюган.

## Данные водного реестра
По данным государственного водного реестра России относится к Верхнеобскому бассейновому округу, водохозяйственный участок реки — Обь от города Нефтеюганск до впадения реки Иртыш, речной подбассейн реки — Обь ниже Ваха до впадения Иртыша. Речной бассейн реки — (Верхняя) Обь до впадения Иртыша.
Код водного объекта — 13011100212115200051281.